# Copa América 1924
Copa América 1924 – ósme mistrzostwa kontynentu południowoamerykańskiego, odbyły się w dniach 12 października – 2 listopada 1924 roku po raz drugi z rzędu (a w sumie trzeci) w Urugwaju. Początkowo do organizacji turnieju został wybrany Paragwaj, jednak tamtejsza federacja nie mogła zorganizować turnieju, z powodu niedostatecznej infrastruktury. Ostatecznie zorganizowono turniej, ale na urugwajskim terytorium. Brazylia wycofała się, więc grały tylko cztery reprezentacje. Grano systemem każdy, z każdym, a o zwycięstwie w turnieju decydowała końcowa tabela.

## Uczestnicy

### Argentyna
| Zawodnik                  | Klub                            |
| ------------------------- | ------------------------------- |
| Florindo Bearzotti        | Belgrano Rosario                |
| Ludovico Bidoglio         | Boca Juniors                    |
| Roberto Cochrane          | Tiro Federal Rosario            |
| Mario Fortunato           | CA Huracán                      |
| Alfredo Garassini         | Boca Juniors                    |
| Juan Loyarte              | CA Colón                        |
| Ángel Segundo Médici      | Boca Juniors                    |
| Cesáreo Juan Onzari       | CA Huracán                      |
| Manuel Seoane             | Club El Porvenir                |
| Emilio Solari             | Sportivo Barracas Buenos Aires  |
| Gabino Sosa               | Central Córdoba Rosario         |
| Domingo Alberto Tarasconi | Boca Juniors                    |
| Américo Miguel Tesoriere  | Boca Juniors                    |
| Luis Vaccaro              | Argentinos Juniors Buenos Aires |
| Trener: Ángel Vázquez     |                                 |

### Chile
| Zawodnik             | Klub |
| -------------------- | ---- |
| Heriberto Abarzúa    | ?    |
| David Arellano       | ?    |
| Francisco Arellano   | ?    |
| Aurelio Domínguez    | ?    |
| Otto Ernst           | ?    |
| Jorge Hamablet       | ?    |
| Oscar Molina         | ?    |
| Víctor Morales       | ?    |
| Miguel Olguín        | ?    |
| Aníbal Ramírez       | ?    |
| Germán Reyes         | ?    |
| Alberto Robles       | ?    |
| Víctor Toro          | ?    |
| Trener: Carlos Acuña |      |

### Paragwaj
| Zawodnik                      | Klub          |
| ----------------------------- | ------------- |
| Abdón Benítez Casco           | ?             |
| Isidoro Benítez Casco         | ?             |
| Luciano Capdevila             | Cerro Porteño |
| Roque Centurión Miranda       | Club Guaraní  |
| Modesto Denis                 | Club Nacional |
| Eusebio Díaz                  | ?             |
| Tomás Durand                  | ?             |
| Manuel Fleitas Solich         | Club Nacional |
| Luis Fretes                   | Club Guaraní  |
| Ildefonso López               | ?             |
| Silvio Molinas                | ?             |
| Gerardo Rivas                 | Club Libertad |
| Axel Sirvent                  | Club Olimpia  |
| Carlos Torres                 | ?             |
| Pasiano Urbita Sosa           | Club Nacional |
| Trener: Manuel Fleitas Solich |               |

### Urugwaj
| Zawodnik                 | Klub                      |
| ------------------------ | ------------------------- |
| Juan Carlos Alzugaray    | Rampla Juniors            |
| José Leandro Andrade     | CA Bella Vista            |
| Pedro Arispe             | Rampla Juniors            |
| Angel Barlocco           | Club Nacional de Football |
| Ramón Bucetta            | Club Nacional de Football |
| Pedro Casella            | Rampla Juniors            |
| José Pedro Cea           | Lito Montevideo           |
| Alfredo Juan Ghierra     | Universal Montevideo      |
| Andrés Mazali            | Club Nacional de Football |
| José Nasazzi             | CA Bella Vista            |
| Pedro Petrone            | Club Nacional de Football |
| Angel Romano             | Club Nacional de Football |
| Zoilo Saldombide         | Montevideo Wanderers      |
| Héctor Pedro Scarone     | Club Nacional de Football |
| Santos Urdinarán         | Club Nacional de Football |
| Fermín Uriarte           | Lito Montevideo           |
| José Vidal               | Belgrano Montevideo       |
| Alfredo Zibecchi         | Club Nacional de Football |
| Pedro Zingone            | Lito Montevideo           |
| Trener: Ernesto Meliante |                           |

## Mecze

### Argentyna–Paragwaj
| ARGENTYNA – PARAGWAJ 0:0 |
| --- |
| 12 października 1924, Montevideo, Stadion das Parque Central (widzów 12 000)                                                      |
| Sędzia: Angel Minoli |
| ARGENTYNA: Tesoriere – Bidoglio, Bearzotti – Médici, Vaccaro, Solari – Tarasconi, Loyarte, Sosa, Seoane, Onzari                   |
| PARAGWAJ: Denis – Durand, Sirvent – Centurión Miranda, Fleitas Solich, I.Benítez Casco – Capdevila, Molinas, López, Rivas, Fretes |

### Urugwaj–Chile
| URUGWAJ – CHILE 5:0 (1:0)                                                                                |
| --- |
| 19 października 1924, Montevideo, Stadion das Parque Central (widzów 15 000)                             |
| Sędzia: Eduardo Jara                                                                                     |
| URUGWAJ: Mazali – Nasazzi, Arispe – Bucetta, Zingone, Ghierra – Urdinarán, Scarone, Petrone, Cea, Romano |
| CHILE: Ramírez – Ernst, Hamablet – F.Arellano, Toro, Morales – Abarzúa, Reyes, Domínguez, Molina, Olguín |
| Bramki: 1:0 Petrone 40, 2:0 Petrone 53, 3:0 Zingone 73, 4:0 Romano 78, 5:0 Petrone 88                    |

### Argentyna–Chile
| ARGENTYNA – CHILE 2:0 (1:0)                                                                                       |
| --- |
| 25 października 1924, Montevideo, Stadion das Parque Central (widzów 15 000)                                      |
| Sędzia: Angel Minoli                                                                                              |
| ARGENTYNA: Tesoriere – Bidoglio, Bearzotti – Médici, Fortunato, Solari – Garassini, Loyarte, Sosa, Seoane, Onzari |
| CHILE: Robles – Ernst, Hamablet – F.Arellano, Toro, D.Arellano – Abarzúa, Reyes, Domínguez, Morales, Olguín       |
| Bramki: 1:0 Sosa 5, 2:0 Loyarte 78                                                                                |

### Urugwaj–Paragwaj
| URUGWAJ – PARAGWAJ 3:1 (2:1) |
| --- |
| 26 października 1924, Montevideo, Stadion das Parque Central (widzów 14 000)                                                            |
| Sędzia: Alberto Parodi |
| URUGWAJ: Mazali – Nasazzi, Arispe – Alzugaray, Zingone, Ghierra – Urdinarán, Scarone, Petrone, Cea, Romano                              |
| PARAGWAJ: Denis – Durand, Sirvent – Centurión Miranda, Fleitas Solich, I.Benítez Casco – Capdevila, Molinas, Urbita Sosa, Rivas, Fretes |
| Bramki: 0:1 Rivas, 1:1 Petrone 28, 2:1 Cea 66, 3:1 Romano 83                                                                            |

### Paragwaj–Chile
| PARAGWAJ – CHILE 3:1 |
| --- |
| 1 listopada 1924, Montevideo, Stadion das Parque Central (widzów 1000)                                                            |
| Sędzia: Servando Pérez |
| PARAGWAJ: Torres – A.Benítez Casco, Sirvent – Centurión Miranda, Díaz, I.Benítez Casco – Capdevila, Molinas, López, Rivas, Fretes |
| CHILE: Ramírez – Ernst, Hamablet – F.Arellano, Toro, D.Arellano – Abarzúa, Reyes, Domínguez, Morales, Olguín                      |
| Bramki: López (2), Rivas – D.Arellano 6                                                                                           |

### Urugwaj–Argentyna
| URUGWAJ – ARGENTYNA 0:0                                                                                          |
| --- |
| 2 listopada 1924, Montevideo, Stadion das Parque Central (widzów 20 000)                                         |
| Sędzia: Carlos Fanta                                                                                             |
| URUGWAJ: Mazali – Nasazzi, Arispe – Alzugaray, Zingone, Ghierra – Urdinarán, Barlocco, Petrone, Cea, Romano      |
| ARGENTYNA: Tesoriere – Bidoglio, Bearzotti – Médici, Cochrane, Solari – Tarasconi, Loyarte, Sosa, Seoane, Onzari |

## Podsumowanie

### Wyniki
Wszystkie mecze rozgrywano w Montevideo na stadionie Parque Central
| Argentyna | 0 – 0       | Paragwaj  |
| Urugwaj   | 5 – 0 (1-0) | Chile     |
| Argentyna | 2 – 0 (1-0) | Chile     |
| Urugwaj   | 3 – 1 (2-1) | Paragwaj  |
| Paragwaj  | 3 – 1       | Chile     |
| Urugwaj   | 0 – 0       | Argentyna |

### Końcowa tabela
| Poz | Klub      | Mecze | Zw | Rem | Por | Pkt | BrZd | BrStr |
| --- | --------- | ----- | -- | --- | --- | --- | ---- | ----- |
| 1   | URUGWAJ   | 3     | 2  | 1   | 0   | 5   | 8    | 1     |
| 2   | ARGENTYNA | 3     | 1  | 2   | 0   | 4   | 2    | 0     |
| 3   | PARAGWAJ  | 3     | 1  | 1   | 1   | 3   | 4    | 4     |
| 4   | CHILE     | 3     | 0  | 0   | 3   | 0   | 1    | 10    |

Ósmym triumfatorem turnieju Copa América został po raz drugi z rzędu (a w sumie piąty) zespół Urugwaju.

### Strzelcy bramek
| Gole | Piłkarze                              |
| ---- | ------------------------------------- |
| 4    | Petrone                               |
| 2    | López, Rivas Romano                   |
| 1    | Sosa, Loyarte D.Arellano Cea, Zingone |

### Sędziowie
| Mecze | Sędziowie                                                |
| ----- | -------------------------------------------------------- |
| 3     | Angel Minoli                                             |
| 1     | Servando Pérez Carlos Fanta, Alberto Parodi Eduardo Jara |